# Посольство Казахстану в Україні
Посольство Казахстану в Києві  — офіційне дипломатичне представництво Казахстану в Україні, відповідає за підтримку та розвиток міждержавних відносин між Казахстаном та Україною і Молдовою.

## Історія посольства
22 липня 1992 року, між Республікою Казахстан і Україною були встановлені дипломатичні відносини. А в грудні 1994 року відкрито Посольство Республіки Казахстан в Україні.

## Надзвичайні і Повноважні Посли Казахстану в Україні
1. Клочков Юрій Олексійович (1994—1996)
2. Іскалієв Нажамеден Іксанович (1996—1999)
3. Чердабаєв Равіль Тажигарійович (1999—2003)
4. Жумабаєв Амангельди Жумабаєвич (2003—2011)
5. Тлесов Адиль Аймуханович (2011—2012) т.п.
6. Турісбеков Заутбек Каусбекович (2012—2015[2])
7. Ордабаєв Самат Ісламович (2016[3]-2020)
8. Калетаєв Дархан Аманович (22 лютого 2020[4]-2025)
9. Барлибаєв Толєжан Турсунович (з 2025)[5]

## Почесні консульства Казахстану в Україні

### Консульський відділ
01901, Україна, м.Київ, вул. Іллєнка Юрія, 26

Робочі години: Пн, Вт, Чт, Пт 9:30 – 12:30

### Почесне консульство Республіки Казахстан в Одесі
Почесний консул — пан Продаєвич Сергій Олександрович
Консульський округ:	Одеська, Миколаївська та Херсонська області

65007, Україна, м. Одеса, вул. Пантелеймонівська, 101/11 

Вебсайт: http://consulkz.od.ua/ [Архівовано 20 лютого 2020 у Wayback Machine.]
Робочі години: Пн-Пт 10:00–13:00, 14:00–17:00

### Почесне консульство Республіки Казахстан у Львові
Почесний консул — Пані Маслюк Галина Дмитрівна [Архівовано 5 вересня 2019 у Wayback Machine.]
Консульський округ:	Львівська, Волинська, Закарпатська, Івано-Франківська, Рівненська, Тернопільська, Хмельницька, Чернівецька області
Адреса: 79016, м. Львів, вул. Замкнева, 3/1
Вебсайт:  https://www.kazconsul.lviv.ua/ [Архівовано 22 вересня 2020 у Wayback Machine.]
Робочі години: Вт, Чт 10:00 – 13:00, 14:00 – 17:00

### Почесне консульство Республіки Казахстан у Харкові
Почесний консул – Пан Емін Наджафлі Муса огли
Консульський округ:	Харківська, Полтавська та Сумська області
Адреса: 61052, м. Харків, вул. Полтавський шлях, 7
Вебсайт: https://consulkz.kh.ua [Архівовано 18 грудня 2021 у Wayback Machine.]
Робочі години: Пн–Пт 09:00 – 18:00